# 1193
Năm 1193 là một năm trong lịch Julius.